# Titularbistum Nyssa
Nyssa (ital.: Nissa) ist ein Titularbistum der römisch-katholischen Kirche.
Es geht zurück auf einen untergegangenen Bischofssitz in der gleichnamigen antiken Stadt, heute Nevşehir, die in der römischen Provinz Cappadocia Prima im Zentrum Kleinasiens lag. Der Bischofssitz war der Kirchenprovinz Caesarea in Kappadokien zugeordnet.
| Titularbischöfe von Nyssa |                                                          |                                                                                            |                    |                   |
| Nr.                       | Name                                                     | Amt                                                                                        | von                | bis               |
| 1                         | Guillaume Tual                                           | Weihbischof in Straßburg (Frankreich)                                                      | 4. Februar 1715    | 24. Februar 1716  |
| 2                         | Thomas Bottaro a Sextris OP                              | Apostolischer Koadjutorvikar von Ost-Tonking Apostolischer Vikar von Ost-Tonking (Vietnam) | 18. März 1716      | 8. August 1737    |
| 3                         | Kryspin Cieszkowski                                      | Weihbischof in Lemberg (Polen-Litauen)                                                     | 14. Dezember 1772  | 1792              |
| 4                         | Joseph Feßler                                            | Weihbischof in Brixen (Österreich)                                                         | 7. April 1862      | 27. März 1865     |
| 5                         | Angelo Di Pietro                                         | Weihbischof in Velletri und Segni (Italien)                                                | 25. Juni 1866      | 28. Dezember 1877 |
| 6                         | Placido Maria Schiaffino OSB                             | Präsident der Päpstlichen Diplomatenakademie Kurienerzbischof                              | 30. August 1878    | 27. Juli 1885     |
| 7                         | Francesco Giacci                                         | Weihbischof in Frascati (Italien)                                                          | 26. September 1900 | 3. Juli 1904      |
| 8                         | Giovanni Battista Arista (Giovanni Battista Arista Vigo) | Weihbischof in Acireale (Italien)                                                          | 14. November 1904  | 4. November 1907  |
| 9                         | Laureano Vérez de Acevedo SJ                             |                                                                                            | 22. August 1908    | 31. Januar 1920   |
| 10                        | Jules-Alexandre Cusin                                    | Koadjutorbischof von Mende (Frankreich)                                                    | 8. März 1920       | 29. Mai 1929      |
| 11                        | Adriano Bernareggi                                       | Koadjutorbischof von Bergamo (Italien)                                                     | 16. Dezember 1931  | 14. April 1936    |
| 12                        | Biagio Budelacci                                         | Weihbischof in Frascati (Italien)                                                          | 18. Juni 1936      | 27. August 1973   |
| 13                        | Roman Danylak                                            | Apostolischer Administrator von Toronto (Kanada)                                           | 16. Dezember 1992  | 7. Oktober 2012   |